# Victoria Strauss
Victoria Strauss, née le 10 septembre 1955 à Exeter, New Hampshire, est un écrivain américain.

## Biographie
Elle est l'auteur de 7 romans de fantasy pour adultes et adolescents : la dilogie  The Stone  (The Arm of the Stone et The Garden of the Stone), la dilogie The Way of Arata (The Burning Land etThe Awakened City), Guardian of the Hills, Worldstone, et The Lady of Rhuddesmere. Aucun de ses romans n'a été traduit en français. Elle a également écrit des centaines de critiques de livres pour divers magazines et webzines ainsi que plusieurs articles sur l'écriture publiés, pour certains, dans Writer’s Digest. En 2006, elle a officié en tant que juge pour les World Fantasy Awards.
Elle est membre actif de la Science Fiction and Fantasy Writers of America (SFWA) et cofondatrice avec Ann Carol Crispin du "Committee on Writing Scams" dont elle est la vice-présidente. Elle est responsable du site Writer Beware qui informe au sujet des divers types de fraudes dont peuvent être victimes les écrivains. Pour ce travail elle a reçu le SFWA Service Award en 2009.